# Erta Ale
Der Erta Ale (Afar ’Ertá’alé oder ’Irtá’alé „Berg, der raucht“) ist ein basaltischer Schildvulkan im Afar-Dreieck (Danakil) im Nordosten Äthiopiens, der sich auf 613 m erhebt.

## Beschreibung
Er liegt auf der Riftzone des Ostafrikanischen Grabenbruchs, einer kontinentalen Nahtstelle, die Ostafrika auf einer Länge von 6000 km bis nach Mosambik durchzieht. Der Vulkan erhebt sich über dem Boden eines trockengefallenen Meeres, das entstanden war, als der Danakil-Block durch die Plattentektonik angehoben wurde und dadurch das Afar-Dreieck vom Roten Meer trennte.
Sein Krater auf dem Gipfel hat Maße von 700 m × 1600 m. Eine andere zum Erta Ale gehörige Vertiefung befindet sich südöstlich des Hauptgipfels, ist durch Steilhänge begrenzt und hat Maße von 1800 m × 3100 m.
Der Erta Ale ist Bestandteil der nach ihm benannten Erta-Ale-Vulkankette, deren höchster Vulkan mit 1031 m der Ale Bagu ist.

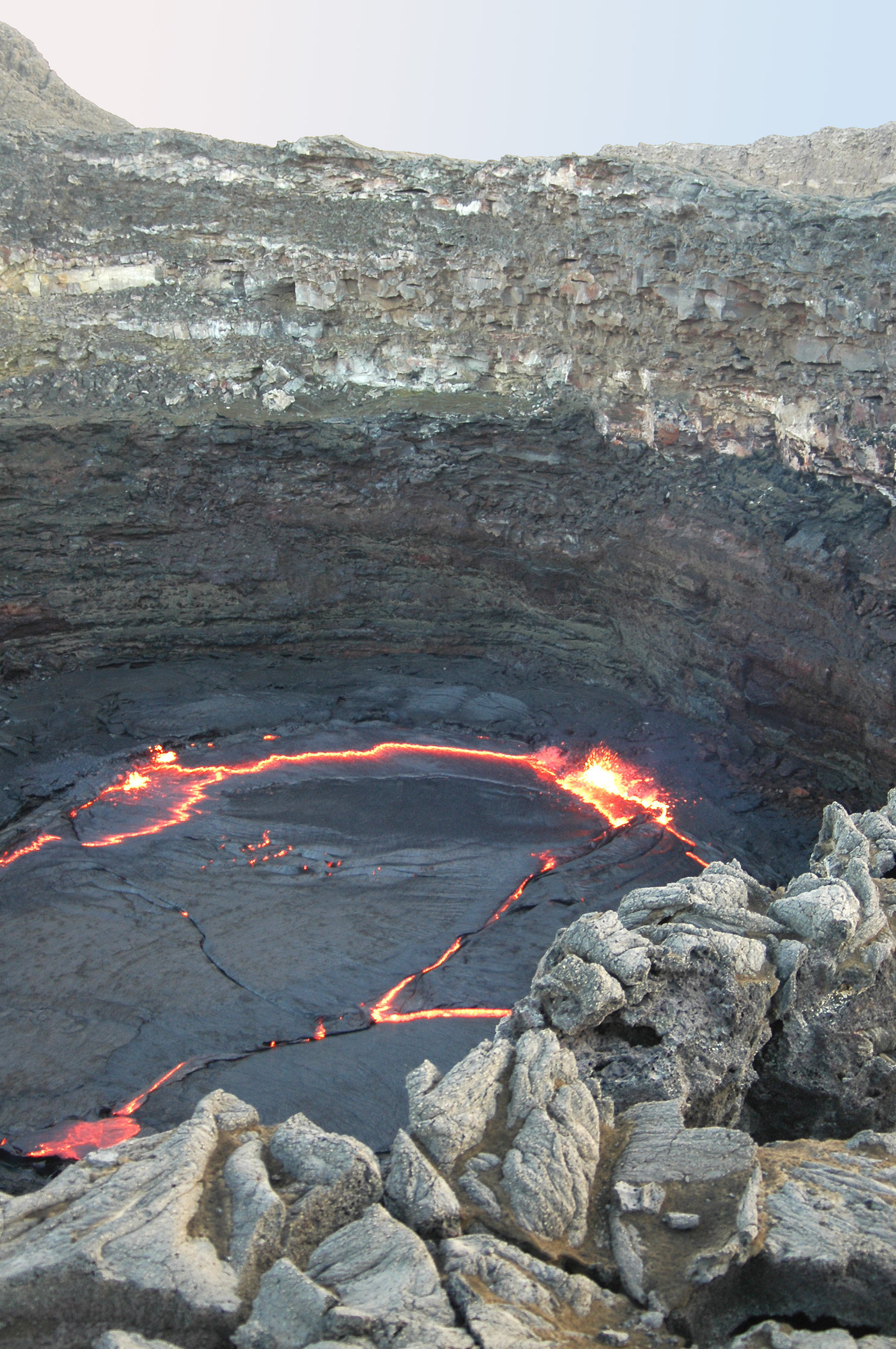
Lavasee in der Caldera des Erta Ale
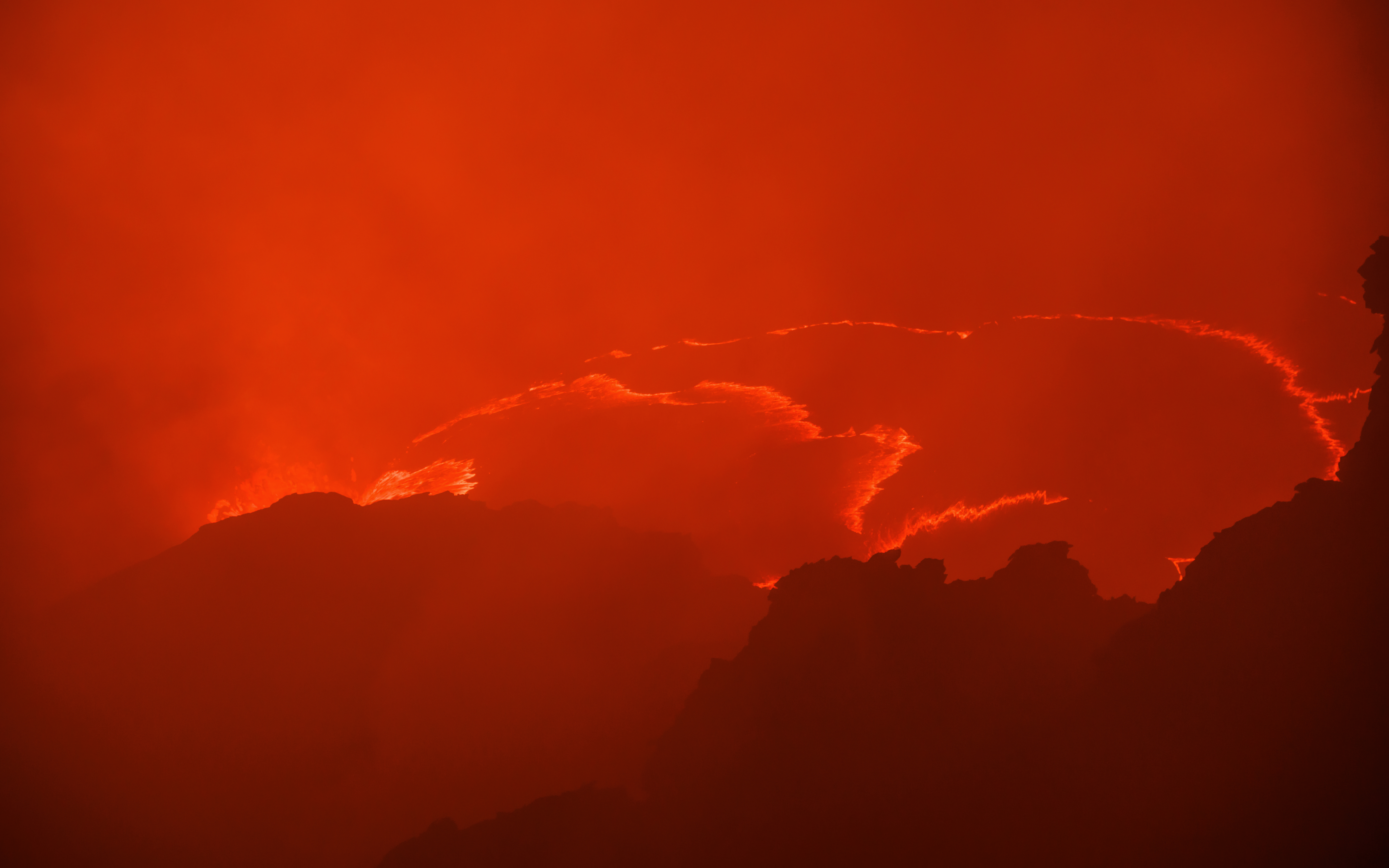
Aktive Lavaströme im Krater, Nachtaufnahme
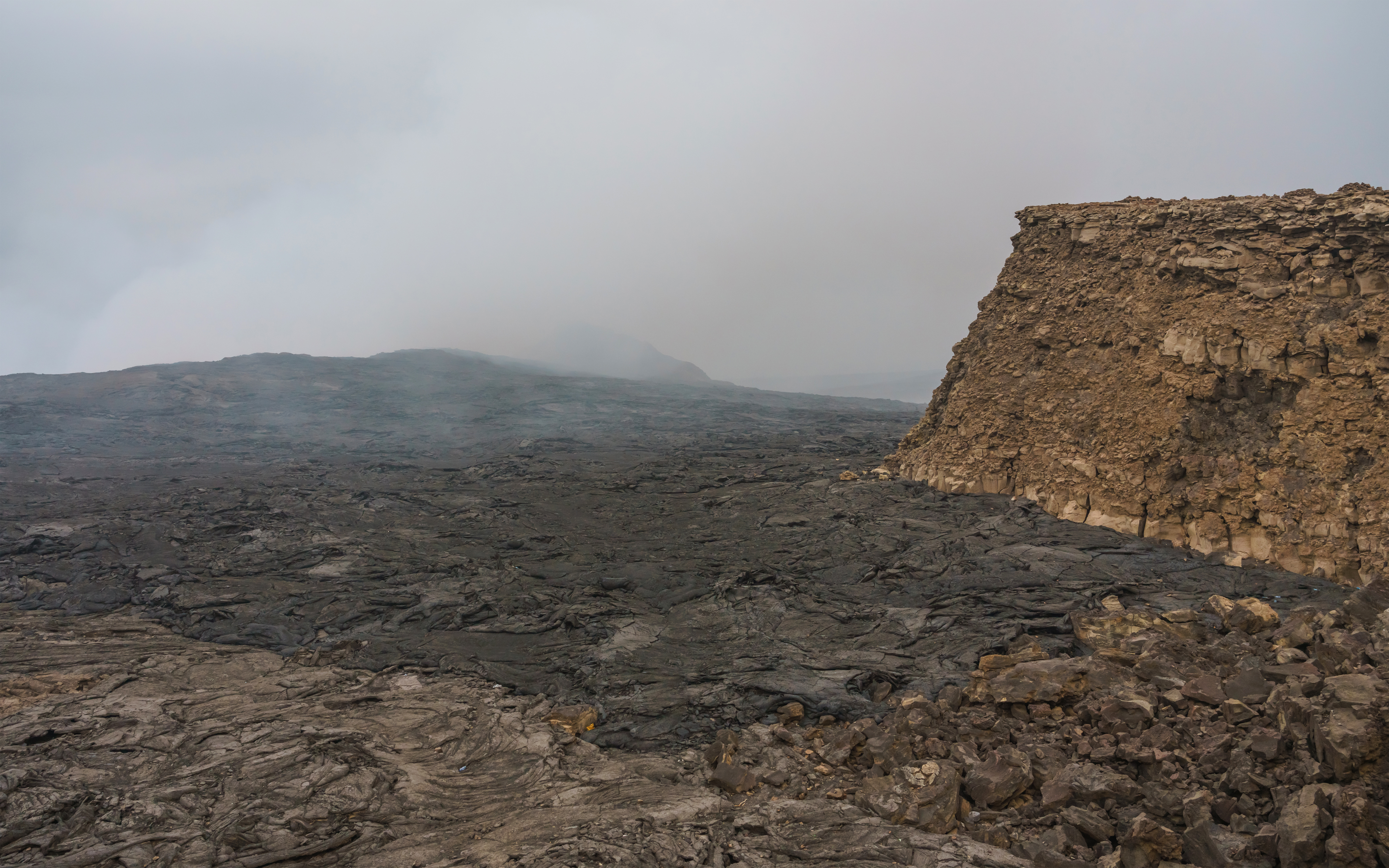
Trockenes Lavafeld in der Nähe des Kraters
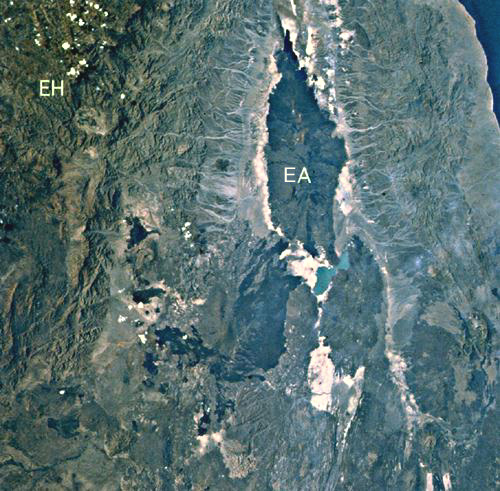
Vulkan Erta Ale (EA), aufgenommen aus einem Space Shuttle

## Lavasee
Der Erta Ale ist einer von nur wenigen Vulkanen weltweit, in dessen Caldera sich ein aktiver Lavasee befindet. Der Krater hat einen Durchmesser von 50 m und ist 85 m tief, auf halber Höhe befindet sich eine Terrasse, die aus erstarrter Lava entstanden ist. Die Lava des Sees ist ebenfalls oberflächlich erstarrt, durch die Konvektion zerbricht sie in dünne Platten, die über den See treiben. Die Prozesse, die die Entstehung und die Bewegung dieser Platten steuern, entsprechen in ganz kleinem Maßstab denen der Kontinentaldrift und der Plattentektonik.
Im Januar 2017 wurden starke Aktivitäten innerhalb dieses Lavasees beobachtet, die zu einer starken Änderung der Menge an Lava, sogar zu einem Überlaufen des Sees führten.
Seit Oktober 2020 ist der Lavasee meistens erstarrt.